# Réserve naturelle de Sæteråsen
La réserve naturelle de Sæteråsen  est une réserve naturelle norvégienne qui est située dans le municipalité de Holmestrand, dans le comté de Vestfold.

## Description
La réserve naturelle de 2,014 km2 a été créée en 1993 et révisée en 2018.
Sæteråsen a été la première réserve forestière de conifères à Vestfold. La réserve naturelle offre une riche forêt d'épicéas peu touchée par l'exploitation forestière ces derniers temps.
À l'automne 1986, le ministère de l'Environnement a mis sur pied un comité des forêts de conifères. Le comité devait tracer les grandes lignes des travaux sur la protection des forêts de conifères en Norvège. Elle s'est terminée par l'élaboration de plans de conservation pour chaque partie du pays. En 1991, Sæteråsen a reçu la plus haute priorité dans le plan de conservation des forêts de conifères de l'est de la Norvège. Deux ans plus tard, la zone était protégée. L'État est propriétaire de la réserve naturelle de Sæteråsen.
Le but de la conservation est de préserver une forêt d'épicéas à faible croissance floristiquement très riche sur les éruptions permiennes, peu affectée par l'exploitation forestière.